# Critics’ Choice Movie Awards 2016 (Januar)

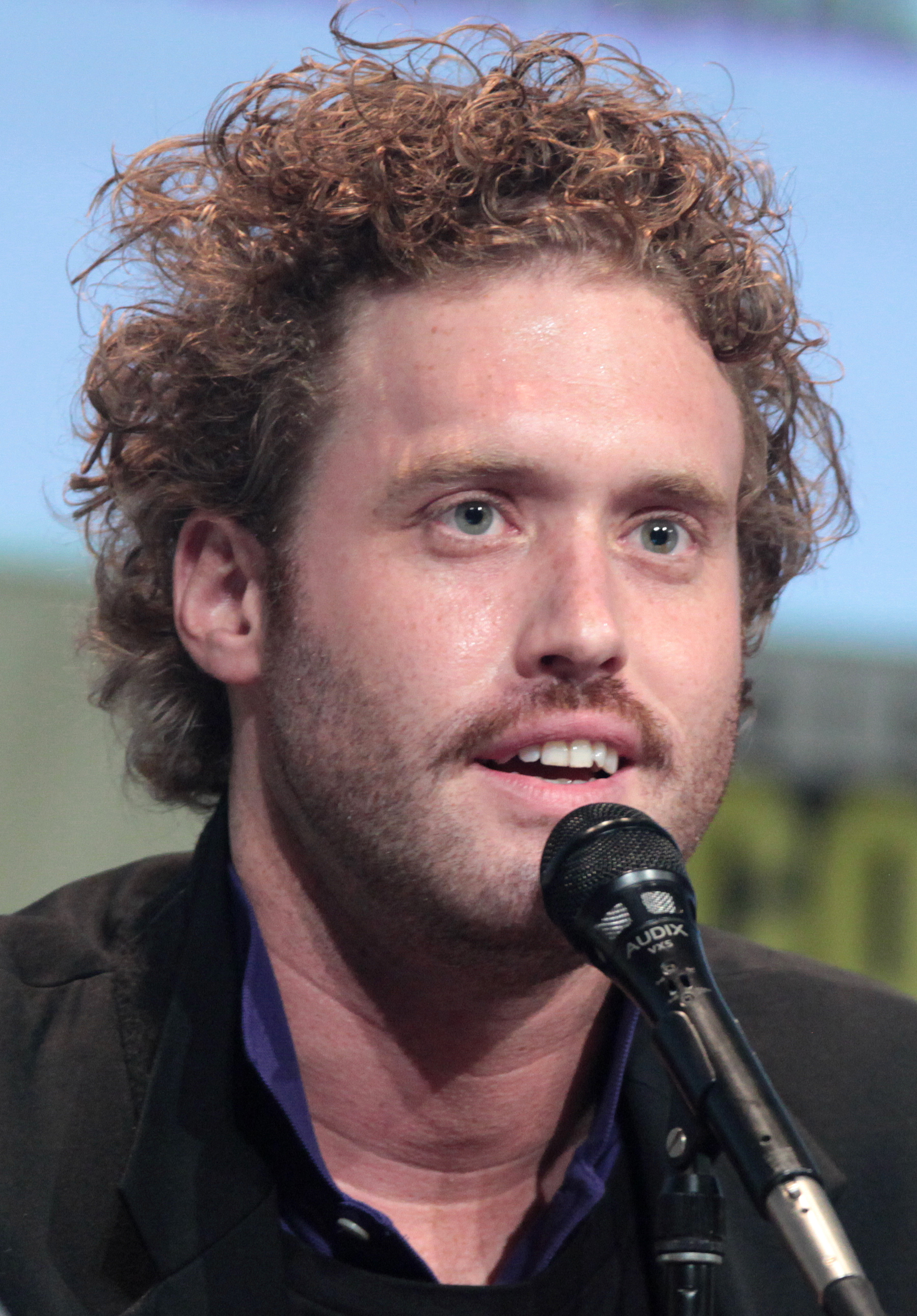
T. J. Miller, Moderator der Verleihung

Die 21. Verleihung der US-amerikanischen Critics’ Choice Movie Awards, die jährlich von der Broadcast Film Critics Association (BFCA) vergeben werden, fand am 17. Januar 2016 im Barker Hangar auf dem Santa Monica Municipal Airport  im kalifornischen Santa Monica statt. Die Nominierungen wurden am 14. Dezember 2015 bekanntgegeben. Die Verleihung wurde vom Komiker und Schauspieler T. J. Miller moderiert und live von den US-Kabelsendern A&E und Lifetime ausgestrahlt.
Die zuvor eigenständige Verleihung des Filmpreises (ab 1996) wurde mit der des Fernsehpreises (ab 2011) zu einer einzigen Preisverleihung zusammengelegt. Es wurden alle Kategorien weitergeführt.

## Gewinner und Nominierte
| Film                                       | N   | A |
| ------------------------------------------ | --- | - |
| Mad Max: Fury Road                         | 130 | 9 |
| The Revenant – Der Rückkehrer              | 9   | 2 |
| Carol                                      | 9   | 0 |
| Der Marsianer – Rettet Mark Watney         | 9   | 0 |
| Spotlight                                  | 8   | 3 |
| The Big Short                              | 7   | 3 |
| The Hateful Eight                          | 6   | 1 |
| The Danish Girl                            | 5   | 1 |
| Bridge of Spies – Der Unterhändler         | 5   | 0 |
| Brooklyn – Eine Liebe zwischen zwei Welten | 5   | 0 |
| Sicario                                    | 5   | 0 |
| Jurassic World                             | 5   | 0 |
| Raum                                       | 4   | 2 |
| Alles steht Kopf                           | 3   | 1 |
| Ex Machina                                 | 3   | 1 |
| Joy – Alles außer gewöhnlich               | 3   | 0 |
| Mission: Impossible – Rogue Nation         | 3   | 0 |
| Steve Jobs                                 | 3   | 0 |
| Trumbo                                     | 3   | 0 |

### Bester Film
Spotlight
The Big Short
Bridge of Spies – Der Unterhändler (Bridge of Spies)
Brooklyn – Eine Liebe zwischen zwei Welten (Brooklyn)
Carol
Mad Max: Fury Road
Der Marsianer – Rettet Mark Watney (The Martian)
The Revenant – Der Rückkehrer (The Revenant)
Raum (Room)
Sicario
Star Wars: Das Erwachen der Macht (Star Wars: The Force Awakens)

### Bester Hauptdarsteller
Leonardo DiCaprio – The Revenant – Der Rückkehrer (The Revenant)
Bryan Cranston – Trumbo
Matt Damon – Der Marsianer – Rettet Mark Watney (The Martian)
Johnny Depp – Black Mass
Michael Fassbender – Steve Jobs
Eddie Redmayne – The Danish Girl

### Beste Hauptdarstellerin
Brie Larson – Raum (Room)
Cate Blanchett – Carol
Jennifer Lawrence – Joy – Alles außer gewöhnlich (Joy)
Charlotte Rampling – 45 Years
Saoirse Ronan – Brooklyn – Eine Liebe zwischen zwei Welten (Brooklyn)
Charlize Theron – Mad Max: Fury Road

### Bester Nebendarsteller
Sylvester Stallone – Creed – Rocky’s Legacy (Creed)
Paul Dano – Love & Mercy
Tom Hardy – The Revenant – Der Rückkehrer (The Revenant)
Mark Ruffalo – Spotlight
Mark Rylance – Bridge of Spies – Der Unterhändler (Bridge of Spies)
Michael Shannon – 99 Homes – Stadt ohne Gewissen (99 Homes)

### Beste Nebendarstellerin
Alicia Vikander – The Danish Girl
Jennifer Jason Leigh – The Hateful Eight
Rooney Mara – Carol
Rachel McAdams – Spotlight
Helen Mirren – Trumbo
Kate Winslet – Steve Jobs

### Beste Jungdarsteller
Jacob Tremblay – Raum (Room)
Abraham Attah – Beasts of No Nation
RJ Cyler – Ich und Earl und das Mädchen (Me and Earl and the Dying Girl)
Shameik Moore – Dope
Milo Parker – Mr. Holmes

### Bestes Schauspielensemble
Spotlight
The Big Short
The Hateful Eight
Straight Outta Compton
Trumbo

### Beste Regie
George Miller – Mad Max: Fury Road
Todd Haynes – Carol
Alejandro González Iñárritu – The Revenant – Der Rückkehrer (The Revenant)
Tom McCarthy – Spotlight
Ridley Scott – Der Marsianer – Rettet Mark Watney (The Martian)
Steven Spielberg – Bridge of Spies – Der Unterhändler (Bridge of Spies)

### Bestes Originaldrehbuch
Josh Singer und Tom McCarthy – Spotlight
Matt Charman, Ethan und Joel Coen – Bridge of Spies – Der Unterhändler (Bridge of Spies)
Alex Garland – Ex Machina
Quentin Tarantino – The Hateful Eight
Pete Docter, Meg LeFauve und Josh Cooley – Alles steht Kopf (Inside Out)

### Bestes adaptiertes Drehbuch
Charles Randolph und Adam McKay – The Big Short
Nick Hornby – Brooklyn – Eine Liebe zwischen zwei Welten (Brooklyn)
Drew Goddard – Der Marsianer – Rettet Mark Watney (The Martian)
Emma Donoghue – Raum (Room)
Aaron Sorkin – Steve Jobs

### Beste Kamera
Emmanuel Lubezki – The Revenant – Der Rückkehrer (The Revenant)
Edward Lachman – Carol
Robert Richardson – The Hateful Eight
John Seale – Mad Max: Fury Road
Dariusz Wolski – Der Marsianer – Rettet Mark Watney (The Martian)
Roger Deakins – Sicario

### Bestes Szenenbild
Colin Gibson – Mad Max: Fury Road
Adam Stockhausen und Rena DeAngelo – Bridge of Spies – Der Unterhändler (Bridge of Spies)
François Séguin, Jennifer Oman und Louise Tremblay – Brooklyn – Eine Liebe zwischen zwei Welten (Brooklyn)
Judy Becker und Heather Loeffler – Carol
Eve Stewart und Michael Standish – The Danish Girl
Arthur Max und Celia Bobak – Der Marsianer – Rettet Mark Watney (The Martian)

### Bester Schnitt
Margaret Sixel – Mad Max: Fury Road
Hank Corwin – The Big Short
Pietro Scalia – Der Marsianer – Rettet Mark Watney (The Martian)
Stephen Mirrione – The Revenant – Der Rückkehrer (The Revenant)
Tom McArdle – Spotlight

### Beste Kostüme
Jenny Beavan – Mad Max: Fury Road
Odile Dicks-Mireaux – Brooklyn – Eine Liebe zwischen zwei Welten (Brooklyn)
Sandy Powell – Carol
Sandy Powell – Cinderella
Paco Delgado – The Danish Girl

### Bestes Make-up und beste Frisuren
Mad Max: Fury Road
Black Mass
Carol
The Danish Girl
The Hateful Eight
The Revenant – Der Rückkehrer (The Revenant)

### Beste visuelle Effekte
Mad Max: Fury Road
Ex Machina
Jurassic World
Der Marsianer – Rettet Mark Watney (The Martian)
The Revenant – Der Rückkehrer (The Revenant)
The Walk

### Bester animierter Spielfilm
Alles steht Kopf (Inside Out)
Anomalisa
Arlo & Spot (The Good Dinosaur)
Die Peanuts – Der Film (The Peanuts Movie)
Shaun das Schaf – Der Film (Shaun the Sheep Movie)

### Bester Actionfilm
Mad Max: Fury Road
Fast & Furious 7 (Furious 7)
Jurassic World
Mission: Impossible – Rogue Nation
Sicario

### Bester Schauspieler in einem Actionfilm
Tom Hardy – Mad Max: Fury Road
Daniel Craig – James Bond 007: Spectre (Spectre)
Tom Cruise – Mission: Impossible – Rogue Nation
Chris Pratt – Jurassic World
Paul Rudd – Ant-Man

### Beste Schauspielerin in einem Actionfilm
Charlize Theron – Mad Max: Fury Road
Emily Blunt – Sicario
Rebecca Ferguson – Mission: Impossible – Rogue Nation
Bryce Dallas Howard – Jurassic World
Jennifer Lawrence – Die Tribute von Panem – Mockingjay Teil 2 (The Hunger Games: Mockingjay – Part 2)

### Beste Komödie
The Big Short
Alles steht Kopf (Inside Out)
Joy – Alles außer gewöhnlich (Joy)
Sisters
Spy – Susan Cooper Undercover (Spy)
Dating Queen (Trainwreck)

### Bester Schauspieler in einer Komödie
Christian Bale – The Big Short
Steve Carell – The Big Short
Robert De Niro – Man lernt nie aus (The Intern)
Bill Hader – Dating Queen (Trainwreck)
Jason Statham – Spy – Susan Cooper Undercover (Spy)

### Beste Schauspielerin in einer Komödie
Amy Schumer – Dating Queen (Trainwreck)
Tina Fey – Sisters
Jennifer Lawrence – Joy – Alles außer gewöhnlich (Joy)
Melissa McCarthy – Spy – Susan Cooper Undercover (Spy)
Lily Tomlin – Grandma

### Bester Sci-Fi-/Horrorfilm
Ex Machina
It Follows
Jurassic World
Mad Max: Fury Road
Der Marsianer – Rettet Mark Watney (The Martian)

### Bester fremdsprachiger Film
Son of Saul (Saul fia)
The Assassin (刺客聶隱娘)
Ich seh Ich seh
Mustang
Der Sommer mit Mamã (Que horas ela volta?)

### Bester Dokumentarfilm
Amy
Cartel Land
Scientology: Ein Glaubensgefängnis (Going Clear: Scientology and the Prison of Belief)
Malala – Ihr Recht auf Bildung (He Named Me Malala)
The Look of Silence
Where to Invade Next

### Bestes Lied
„See You Again“ aus Fast & Furious 7 (Furious 7)
„Love Me like You Do“ aus Fifty Shades of Grey
„Til It Happens To You“ aus Freiwild – Tatort Universität (The Hunting Ground)
„One Kind of Love“ aus Love & Mercy
„Writing’s on the Wall“ aus James Bond 007: Spectre (Spectre)
„Simple Song #3“ aus Ewige Jugend (Youth)

### Beste Musik
Ennio Morricone – The Hateful Eight
Carter Burwell – Carol
Ryūichi Sakamoto und Alva Noto – The Revenant – Der Rückkehrer (The Revenant)
Jóhann Jóhannsson – Sicario
Howard Shore – Spotlight